# Eurepella
Eurepella is een geslacht van rechtvleugeligen uit de familie krekels (Gryllidae). De wetenschappelijke naam van dit geslacht is voor het eerst geldig gepubliceerd in 1983 door Otte & Alexander.

## Soorten
Het geslacht Eurepella omvat de volgende soorten:
- Eurepella arowacka Otte & Alexander, 1983
- Eurepella ballina Otte & Alexander, 1983
- Eurepella budyara Otte & Alexander, 1983
- Eurepella iando Otte & Alexander, 1983
- Eurepella jillangolo Otte & Alexander, 1983
- Eurepella kulkawirra Otte & Alexander, 1983
- Eurepella lewara Otte & Alexander, 1983
- Eurepella mataranka Otte & Alexander, 1983
- Eurepella meda Otte & Alexander, 1983
- Eurepella mjobergi Chopard, 1925
- Eurepella moojerra Otte & Alexander, 1983
- Eurepella nakkara Otte & Alexander, 1983
- Eurepella narranda Otte & Alexander, 1983
- Eurepella oana Otte & Alexander, 1983
- Eurepella quarriana Otte & Alexander, 1983
- Eurepella tinga Otte & Alexander, 1983
- Eurepella tjairaia Otte & Alexander, 1983
- Eurepella torowatta Otte & Alexander, 1983
- Eurepella tumbiumbia Otte & Alexander, 1983
- Eurepella wanga Otte & Alexander, 1983
- Eurepella waninga Otte & Alexander, 1983